# غويليرمي نونيز
غويليرمي نونيز (بالبرتغالية: Guilherme Nunes‏) هو لاعب كرة قدم برازيلي في مركز الوسط، ولد في 12 يوليو 1998 في نوفو هامبورغو في البرازيل. لعب مع نادي سانتوس.

## وصلات خارجية
- غويليرمي نونيز على موقع الاتحاد الدولي (مؤرشف)  (الإنجليزية)
- غويليرمي نونيز على موقع قاعدة بيانات كرة القدم.إي يو (الإنجليزية)
- غويليرمي نونيز على موقع Soccerway.com (الإنجليزية)